# Stone Cold Steve Austin
Steve Williams (Austin (Texas), 18 december 1964) — geboren als Steven James Anderson  en beter bekend onder zijn pseudoniem "Stone Cold" Steve Austin — is een Amerikaans acteur en voormalig professioneel worstelaar.
Austin werkte van 1989 tot 2003 als showworstelaar voor sterke promoties als World Championship Wrestling (WCW), Extreme Championship Wrestling (ECW) en vooral World Wrestling Federation/Entertainment (WWF/WWE). Austin geldt als een van de grootste en meest invloedrijke professioneel worstelaars aller tijden  en won in totaal 19 kampioenschappen, waaronder zes keer het WWF World Heavyweight Championship. Hij is drievoudig winnaar van de Royal Rumble, een record anno 2022. Zijn carrière eindigde bruusk en onaangekondigd na afloop van het evenement WrestleMania XIX, op 30 maart 2003, ten gevolge van een nooit verdwenen nekblessure. Hij verloor die dag op nogal mythische wijze van zijn eeuwige rivaal The Rock.
"Stone Cold" Steve Austin is bekend van films als The Condemned  en The Expendables..

## Professioneel worstelcarrière (1989-2003)

### Beginjaren

#### World Championship Wrestling (WCW) (1989-1995)
Voordat Williams in 1989 debuteerde als professioneel worstelaar, speelde hij American football op de Universiteit van North Texas. Williams legde zich aan het eind van de jaren tachtig volledig toe op het professioneel worstelen.
Steve Williams debuteerde als professioneel worstelaar voor de World Class Championship Wrestling (WCCW), een organisatie die viel onder de koepel van United States Wrestling Association (USWA), onder zijn echte naam Steve Willams. Later werd Williams door Dutch Mantel The Ringmaster Steve Austin genoemd. Tussen 1989 en 1997 had hij een behoorlijk energieke worstelstijl, en was technisch ook behoorlijk onderlegd. Ook als "Stone Cold" Steve Austin, Williams' wereldberoemde persona — dat hij in 1996 aan de wereld presenteerde (zie onder) — was Williams nog twee jaar een atletische worstelaar. In 1997 brak hij zijn nek, waardoor hij trager en voorzichtiger werd tijdens zijn optredens. Hij werd daarna, als "Stone Cold", veeleer een "vechtersbaas" (NB: jargon; brawler). Het personage dat Williams uitbeeldde, aanvankelijk nog "Stunning" Steve Williams geheten en een levensgenieter zonder zorgen, zou later evolueren tot het veel ruigere personage dat hij in de World Wrestling Federation (WWF) neerzette: "Stone Cold" Steve Austin. In 1990 verliet Austin de WCCW nadat deze failliet ging.
Een jaar na het faillissement van WCCW, in 1991, ondertekende Steve Williams als zijn karakter "Stunning" Steve Austin een contract bij de World Championship Wrestling (WCW). Een week na zijn entree won Williams als Austin met het WCW World Television Championship zijn eerste WCW-titel. Austin versloeg de titelverdediger "Beautiful" Bobby Eaton op 3 juni 1991. Tussen 1993 en 1994 vormde hij een succesvol tag team met Brian Pillman, genaamd “The Hollywood Blondes”. "The Hollywood Blondes" wonnen samen een keer het WCW World Tag Team Championship, met name tegen de groep The Four Horsemen (Arn Anderson en Paul Roma) bij het evenement Beach Blast op 18 juli 1993. Austin ging later een bondgenootschap aan met manager Paul Heyman, die bekend werd als de Dangerous Alliance. In 1995 verliet Williams de WCW – hij werd ontslagen door eigenaar Eric Bischoff – en sloot hij zich na een korte passage bij de Extreme Championship Wrestling (ECW) aan bij de World Wrestling Federation (WWF).

### World Wrestling Federation/World Wrestling Entertainment (WWF/E) (1995–2003)

#### Populariteit van het personaStone Cold Steve Austin(1996-2000)

##### Austin 3:16
Hoewel Austins carrière reeds begon in 1989, verwierf hij pas een grotere naamsbekendheid toen hij in 1995 achtereenvolgens de deur van de WCW en ECW achter zich dicht trok en een contract ondertekende bij de World Wrestling Federation. Austin heeft een enorme invloed gehad op het professioneel worstelen als (inter)nationaal product. Het karakter "Stone Cold" Steve Austin maakte zijn WWF-debuut op 11 maart 1996 tegen Savio Vega en won dat jaar het King of the Ring-toernooi. Austin is met drie overwinningen op de Royal Rumble (1997, 1998, 2001) nog steeds de recordhouder bij dat evenement. Met deze overwinningen mocht Austin strijden voor het WWF Championship bij het evenement WrestleMania. Hij won er tweemaal het WWF Championship: in 1998 en 2001. "Stone Cold" Steve Austin onttroonde respectievelijk Shawn Michaels en The Rock. In 1997 verloor hij van Bret Hart bij het evenement WrestleMania 13. Hoewel er geen titel op het spel stond geldt deze als de grootste wedstrijd van Austin bij WrestleMania ooit. Austin gaf op 23 juni 1996, na de finale bij King of the Ring tegen Jake "The Snake" Roberts, zijn fameuze Austin 3:16-speech die hem een sterrenstatus zou opleveren. Austins beroemde catchphrase "And that's the bottom line because Stone Cold said so!" werd daar geboren.

The first thing I want to be done, is to get that piece of crap out of my ring. Don't just get him out of the ring, get him out of the WWF because I've proved son, without a shadow of a doubt, you ain't got what it takes anymore! You sit there and you thump your Bible, and you say your prayers, and it didn’t get you anywhere. Talk about your psalms, talk about John 3:16… Austin 3:16 says I just whipped your ass! All he's gotta do is go buy him a cheap bottle of Thunderbird and try to dig back some of that courage he had in his prime. As the King Of The Ring, I'm serving notice to every one of the WWF superstars. I don't give a damn what they are, they're all on the list, and that's Stone Cold's list, and I'm fixing to start running through all of them. And as far as this championship match is considered son, I don't give a damn if it's Davey Boy Smith or Shawn Michaels, Steve Austin's time is come, and when I get that shot you're looking at the next WWF Champion. And that's the bottom line, because Stone Cold said so.
[Vertaling: Het eerste wat ik wil doen, is dat stuk stront uit mijn ring halen. Haal hem niet zomaar uit de ring, haal hem uit WWF, want ik heb bewezen zoon, zonder enige twijfel, je hebt niet meer wat nodig is! Je zit daar en je leest de Bijbel, en je zegt je gebeden, en het bracht je nergens. Praat over je psalmen, praat over Johannes 3:16... Austin 3:16 zegt dat ik je net een pak slaag heb gegeven! Het enige wat hij hoeft te doen is een goedkope fles Thunderbird voor hem kopen en proberen wat van die moed terug te winnen die hij in zijn beste jaren had. Als de King Of The Ring breng ik mijn WWF-collega's (jargon: superstars) op de hoogte. Het kan me geen moer schelen wie of wat ze zijn, ze staan allemaal op de lijst, en dat is de lijst van Stone Cold, en ik sta op het punt ze er allemaal door te halen. En wat de titelwedstrijd betreft, kan het me niet schelen of het Davey Boy Smith of Shawn Michaels is, de tijd van Steve Austin is gekomen, en als ik die kans krijg, kijk je naar de volgende WWF-kampioen. En dat is waar het op neerkomt omdat Stone Cold het gezegd heeft.
]
— De volledige Austin 3:16-speech van "Stone Cold" Steve Austin en vrije vertaling

##### Attitude Era

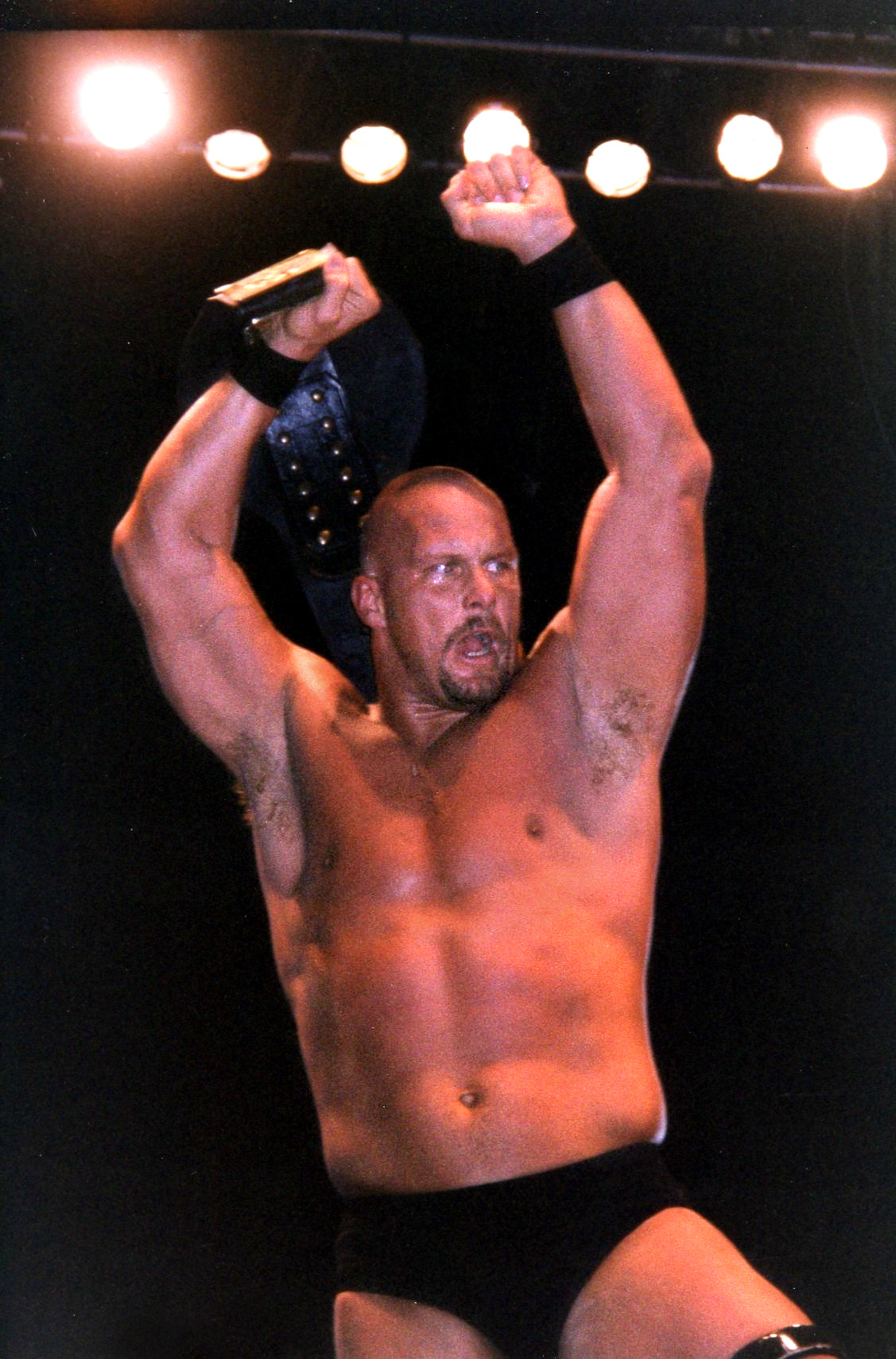
"Stone Cold Steve Austin" als WWF Champion in 1999

"Stone Cold" Steve Austin, het personage van Williams in de toenmalige WWF, was de directe aanleiding tot en de verpersoonlijking van een drastische verandering in en rond het landschap van de federatie. Na een periode waarin het professioneel worstelen gedomineerd werd door gevestigde waarden en kampioenen als Hulk Hogan, Bret Hart, Ric Flair en Randy Savage, lieten Austin en andere gerenommeerde worstelaars van zijn generatie, zoals Shawn Michaels, Triple H, The Undertaker en The Rock, een nieuwe wind waaien binnen de WWF.
Austin was medeverantwoordelijk voor het ontstaan van het buitensporig populaire Attitude Era, een tijdperk waarin de kijkcijfers van de WWF ongekende hoogtes bereikten. Het was tijdens deze periode dat Austin uitgroeide tot een van de grote sterren binnen de worstelwereld. Austin werd door sommige fans verafgood ingevolge zijn acties in de ring, evenals die ernaast. Zijn cultiverende afwerkingsbeweging, de "Stone Cold Stunner", zijn versie van de "Lou Thesz Press", de "Elbow Drop" en zijn zelf gecreëerde "Mudhole Stomps" werden immens populair.
Austin dronk met regelmaat bier  en reed rond in een gepersonaliseerde quad en jeep. Voorts was Austin onvoorspelbaar in zijn doen en laten. Austin maakte zich onsterfelijk aan de hand van het onderbreken van zijn opponenten met een ludieke What!?, dewelke steevast werd herhaald door de aanwezige fans. Williams' act bestond inhoudelijk uit een rebellie tegen elke vorm van regelgeving. Austin kwam (kayfabe) in opstand tegen de autoriteit van eigenaar Vince McMahon. Zo verloor Austin op 27 juni 1999 een Ladder match om het WWF Championship tegen Vince en Shane McMahon bij het evenement King of the Ring, waardoor hij faalde om fictief de controle te verkrijgen over de federatie.
Williams belandde tijdens zijn loopbaan als "Stone Cold" Steve Austin voornamelijk in een vermaarde vete met Dwayne "The Rock" Johnson. The Rock was destijds de door McMahon vooropgestelde troonopvolger van commerciële pioniers en vertrokken vaandeldragers als Bret Hart en Hulk Hogan. Toen de populariteit van The Rock zienderogen toenam, was dit voor McMahon het signaal om Austin als tegenzet te besteden. Het duurde lang daarvoor echter al niet zo lang vooraleer Austin de favoriet van eigenaar Vince McMahon het vuur aan de schenen legde, te weten Canadees vijfvoudig WWF Champion Bret Hart. De daaropvolgende wedstrijd tussen Austin en Hart bij het evenement WrestleMania 13 wordt door veel fans aanzien als een van de meest bloedstollende wedstrijden aller tijden. Deze wedstrijd vond plaats op 23 maart 1997. Austin had waarlijk een open wonde boven het linkeroog en bloedde overvloedig. Austin verloor van Hart.
Vijf maanden eerder, op 17 november 1996, werd hij door Hart verslagen bij het evenement Survivor Series. Dat was een wedstrijd om te bepalen wie de uitdager werd van WWF World Heavyweight Champion Sycho Sid, die op die avond kampioen werd na een overwinning tegen Shawn Michaels. Ook deze wedstrijd tussen Austin en Bret Hart staat hoog aangeschreven binnen de worstelwereld.
In maart 1998 won Austin zijn eerste WWF World Heavyweight Championship na een duel met Shawn Michaels bij het evenement WrestleMania XIV, waarna Michaels vier jaar stopte met worstelen door een rugblessure. Kane zou het WWF Championship van Austin overnemen bij het evenement King of the Ring eind juni 1998. De vete die Austin en The Rock nadien aanhieven, wordt door fans en critici nog steeds geprezen als de grootste rivaliteit die twee worstelaars ooit koesterden. Twee van hun vele slaande ruzies resulteerden in een wedstrijd voor het WWF Championship op het strijdtoneel van WrestleMania, namelijk WrestleMania XV (1999) en WrestleMania X-Seven (2001). "Stone Cold" Steve Austin won beide wedstrijden tegen The Rock.
Eminente passages tijdens deze periode waren de kijkcijferoorlog tussen de worstelpromoties WWF en WCW, het tag team The Power Trip aan de zijde van Triple H, alsmede een verhaallijn met Chris Jericho betreffende het WWF Championship. Befaamd werden zijn Three Stages of Hell-wedstrijden tegen Triple H daterend van 25 februari 2001, bij het evenement No Way Out. Austin verloor daarbij een Street Fight en een Steel Cage match. Bij het evenement SummerSlam (augustus 2001) behield hij op een eveneens geroemde wijze het WWF Championship tegen Kurt Angle met een diskwalificatie.

#### Nekblessure en laatste jaren (1997, 2000-2003)

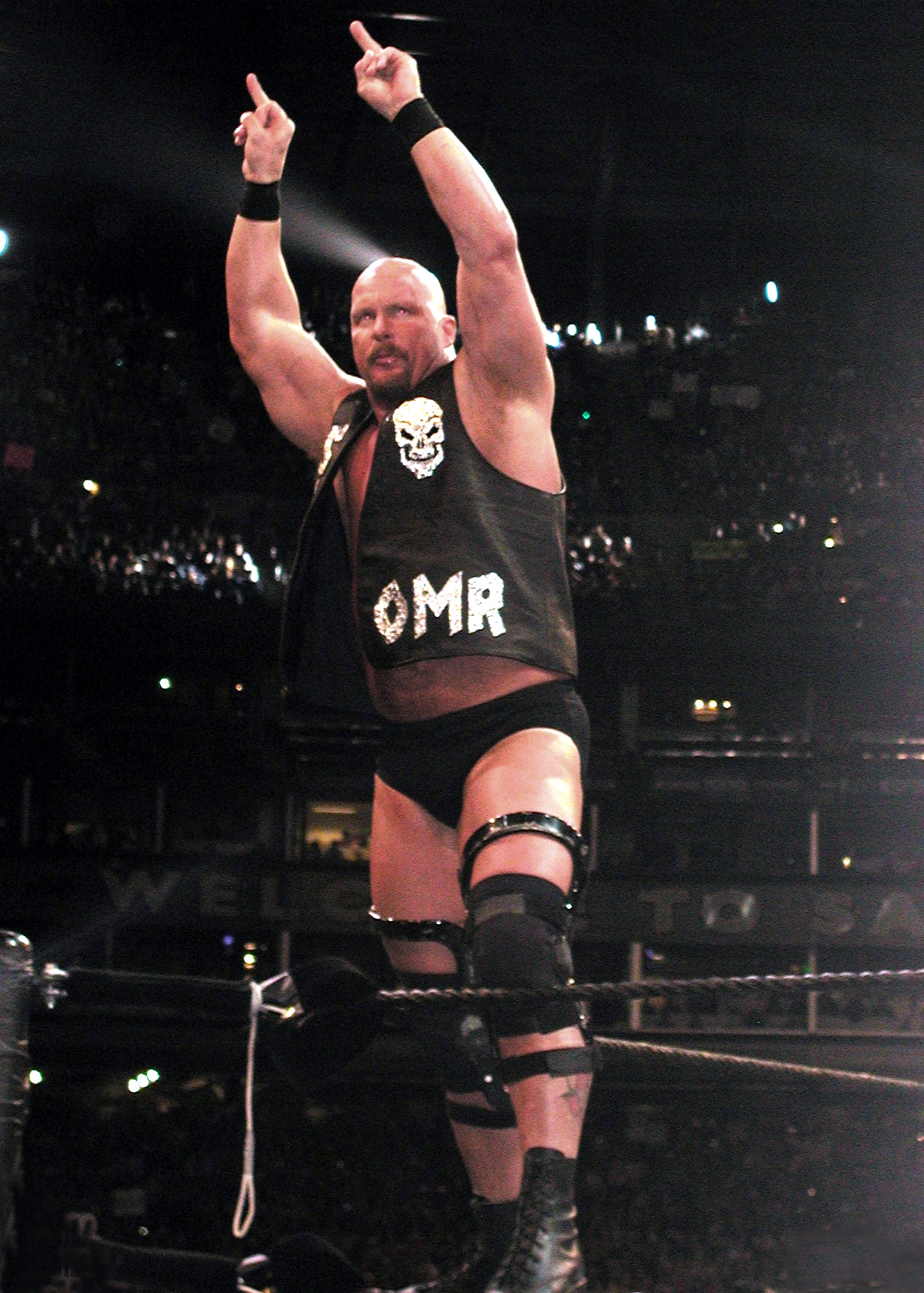
"Stone Cold Steve Austin" op 30 maart 2003 bij het evenement WrestleMania XIX in het Safeco Field / T-Mobile Park, vlak voor de allerlaatste kamp uit zijn carrière tegen Dwayne "The Rock" Johnson. "OMR" stond voor "One More Round" (nog één ronde)

Bij het evenement SummerSlam, op 3 augustus 1997, brak Steve Williams als "Stone Cold" Steve Austin zijn nek na een onopzettelijk mislukte Piledriver-worstelbeweging door Owen Hart. Deze blessure zou zijn carrière ingrijpend verkorten. Door de blessure liep hij later een verhoogd risico op verlamming.
Na een maandenlange revalidatie zou Williams als "Stone Cold" Steve Austin zijn kenmerkende kniebescherming beginnen te dragen. Echter heeft hij nooit een zware knieblessure gehad. Op 28 maart 1999 won hij het WWF Championship bij het evenement WrestleMania XV nadat hij The Rock versloeg. Twee maanden later, op 23 mei 1999, moest Austin het kampioenschap afstaan aan The Undertaker bij het evenement Over the Edge, waar Owen Hart – de man die twee jaar eerder per ongeluk Austins nek had gebroken – op een tragische manier om het leven kwam.
Vanaf de jaren 2000 droeg Williams niet één, maar twee kniebeschermers. Williams sukkelde van de ene chirurgie in de andere, wat zich zou gaan uiten in de frequentie van zijn wedstrijden. Voornamelijk het jaar 2000 zag hij bijna geheel door de neus geboord. Austin was er slechts bij in de maanden oktober, november en december. Volgens de verhaallijn werd Austin omver gereden door Rikishi, een Samoaan en familie van The Rock, in opdracht van Triple H. Omdat Williams noodwendige chirurgie moest ondergaan aan de nek, diende zijn personage voor onbepaalde duur uit de reeks te worden geschreven.
Zijn voornaamste pay-per-viewevenement na het evenement WrestleMania XV, maar voordat hij de broodnodige nekchirurgie moest ondergaan, was het evenement SummerSlam in augustus 1999. Austin verloor toen het WWF Championship aan "Mankind" Mick Foley. Triple H was de derde deelnemer. In oktober 1999 verloor Austin van Triple H bij het evenement No Mercy, een klassieker tussen beide heren.
De laatste wedstrijd vooraleer "Stone Cold" Steve Austin maandenlang uit de roulatie werd gehaald, dateert van 4 november 1999. De twaalfde aflevering ooit van de vrijdagavondshow SmackDown!. Austin, Kane, Shane McMahon en The Rock verloren van de riante groep D-Generation X. Austin was concreet elf maanden buiten strijd en werd uit de reeks geschreven. In het najaar van 2000 was Austin definitief terug van weggeweest, alhoewel hij al een kort optreden had gegeven bij het evenement Backlash toen hij zich in het slot roerde in de titelwedstrijd tussen Triple H en The Rock om het WWF Championship. Medio november 2000 ontdekte hij dat Triple H het brein was achter zijn kayfabe ongeval, hoewel hij eerst zijn eeuwige nemesis The Rock beschuldigde omdat Triple H hem dat liet geloven. Toen Triple H alles opbiechtte aan Austin, door middel van een videoboodschap, werden onder andere de beroemde Three Stages of Hell-wedstrijden tussen Austin en Triple H georganiseerd, namelijk bij het evenement No Way Out in februari 2001. Triple H trok daarin aan het langste eind.
Zijn allereerste pay-per-viewevenement na zijn terugkeer was het evenement No Mercy op 22 oktober 2000, met Rikishi als tegenstrever toen hij nog in de veronderstelling leefde dat Rikishi de "dader" van zijn ongeval was. De wedstrijd kreeg geen winnaar. Op 19 november 2000 nam Austin het op tegen Triple H bij het evenement Survivor Series. De wedstrijd leverde geen winnaar op (NB: no contest). Opnieuw kwam er geen winnaar uit de bus. Austin verloor in december 2000 een unieke Hell in a Cell match (zes deelnemers) bij het evenement Armageddon. The Rock, Triple H, Rikishi en The Undertaker waren de andere uitdagers van de regerende WWF Champion Kurt Angle. Angle behield het WWF Championship in de Hell in a Cell match. Op 1 april 2001 veroverde Austin wederom het WWF Championship bij het evenement WrestleMania X-Seven met een zege tegen The Rock. Dit nadat Vince McMahon zich tegen The Rock had gekeerd. Vince maakte aan het einde van de wedstrijd zijn opwachting en sloeg The Rock meermaals met een klapstoel. Na de wedstrijd dronken Austin en McMahon samen bier in de ring. Dat was de start van een periode waarin Austin en McMahon op het scherm elkaars bondgenoten waren, tot ongenoegen van een aanzienlijk deel van de fans (zie onder). Hij zou het kampioenschap uiteindelijk verliezen aan Kurt Angle, bij het evenement Unforgiven op 23 september 2001. Austin zou het begeerde kampioenschap daarna nooit meer winnen.
"Stone Cold" Steve Austin, toen hij nog WWF Champion was, en toenmalig WWF Intercontinental Champion Triple H werden in de loop van 2001 even bondgenoten omdat ze dezelfde belangen hadden bij de familie McMahon in de nasleep van het evenement WrestleMania X-Seven. Austin stond volgens de verhaallijn op een goed blaadje bij Vince McMahon en Triple H was de schoonzoon van Vince nadat Triple H in 2000 kayfabe trouwde met diens dochter Stephanie. Een verhaallijn die de fans niet konden smaken en waartegen door hen geprotesteerd werd. Zij zagen Austin liever tegen Vince rebelleren, zoals hij altijd had gedaan. Een maand na het evenement WrestleMania X-Seven veroverden Austin en Triple H samen het WWF World Tag Team Championship bij het evenement Backlash als The Two Man Power Trip. Ze versloegen Brothers of Destruction (The Undertaker en Kane). Austin en Triple H bleven net geen maand kampioen en Austin keerde zich uiteindelijk weer tegen McMahon. Op 21 mei 2001 verloren Austin en Triple H het WWF Tag Team Championship aan de rijzende sterren Chris Benoit en Chris Jericho. Triple H blesseerde zich daarbij ernstig aan de knie.
"Stone Cold" Steve Austins onstabiele fysieke paraatheid zorgde er enigszins voor dat 2002 een tegenvallend jaar werd op het gebied van verhaallijnen. Aanvankelijk verloor hij van Chris Jericho voor het WWF Undisputed Championship, met name bij het evenement No Way Out op 17 februari 2002. Dat was Austins allerlaatste poging om het WWF Championship rechtstreeks te winnen. Bij het evenement WrestleMania X8 medio maart 2002 versloeg Austin zijn tijdgenoot Scott Hall (Razor Ramon) na tien minuten. Kevin Nash had Hall nochtans geholpen. Hall en Nash behoorden samen tot de groep New World Order. Austin bekampte vervolgens The Undertaker bij het doorgaans op WrestleMania volgende evenement Backlash, een wedstrijd die net geen half uur duurde om te bepalen wie uitdager werd van WWF Champion Hulk Hogan. Austins allerlaatste grootscheepse krachttoer, maar hij verloor. Ric Flair was de gastscheidsrechter.
Op 4 mei 2002 nam Austin de maat van zwaargewicht Big Show bij het evenement Insurrextion, het laatste evenement tegen betaling geproduceerd onder de oude bedrijfsnaam WWF (World Wrestling Federation).

#### Einde van professioneel worstelcarrière

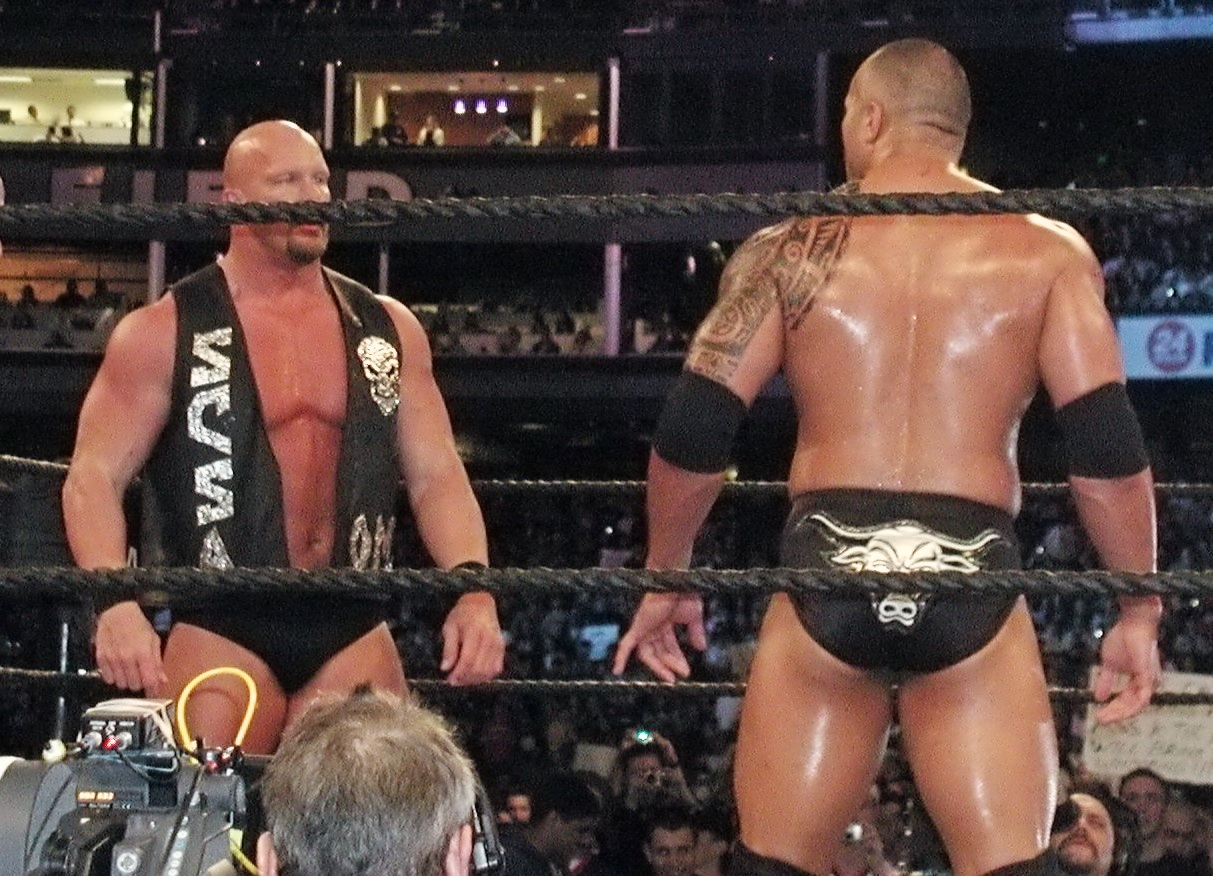
Austin en The Rock bij WrestleMania XIX (laatste wedstrijd als fulltime worstelaar)

Na jaren van blessureleed aan de nek en ook wat problemen met de knieën zette Steve Williams na WrestleMania XIX op 30 maart 2003 op 38-jarige leeftijd noodgedwongen een punt achter zijn loopbaan. Tevens zijn enige pay-per-view van 2003.
In zijn (onaangekondigde) allerlaatste wedstrijd verloor zijn karakter "Stone Cold" Steve Austin symbolisch van zijn eeuwige rivaal The Rock, die daarvoor nog nooit had gewonnen van Austin bij WrestleMania. Men kon toen duidelijk zien dat Austin het fysiek zwaar had, hoewel het optreden toch nog bijna twintig minuten duurde. 
Na te zijn verslagen droop hij af, waarbij men niet wist dat men hem toen daadwerkelijk een laatste maal als worstelaar te zien had gekregen.

#### Verdere verschijningen in WWE
Na zijn vroegtijdig afzwaaien bleef Williams aan boord bij de WWE en was hij te zien in verschillende rollen die niet gerelateerd waren aan actieve in-ringcompetitie. Dit hield Williams eind 2007 voor bekeken. Daarna werd Williams ambassadeur van de WWE. In 2009 werd hij door Vince McMahon opgenomen in de WWE Hall of Fame.
Williams staat als "Stone Cold" Steve Austin onder contract als WWE-legende en geeft op onregelmatige basis actes de présence als "Stone Cold" Steve Austin. In 2011 was hij gastheer van het terugkerende programma Tough Enough. Williams presenteerde wekelijks een podcast getiteld Stone Cold Podcast op de Amerikaanse betaalzender WWE Network. Vanaf november 2019 praat Austin de podcast "Stone Cold Sessions" aan elkaar op WWE Network. The Undertaker was zijn eerste gast.
Op 7 maart 2022 nodigde Kevin Owens een toen 57-jarige "Stone Cold" Steve Austin uit als zijn gast voor een speciale aflevering van de "KO Show" die zou doorgaan bij WrestleMania, na verschillende promo's waarin hij "Stone Cold" Steve Austins thuisstaat Texas niet respecteerde. De volgende dag nam Austin de uitnodiging aan. Op 2 april 2022, bij het evenement WrestleMania 38 ("WrestleMania Saturday" of "WrestleMania Night 1"), daagde Owens hem uit voor een "No Holds Barred match" (NB: wedstrijd zonder regels), die Austin accepteerde, zijn eerste optreden als actieve worstelaar in meer dan 19 jaar tijd. "Stone Cold" Steve Austin versloeg Owens na bijna een kwartier en mocht het evenement afsluiten (NB: jargon; main event).

## Acteercarrière
Sinds 2005 is Williams onder de artiestennaam Steve Austin ook begonnen met een filmcarrière, en na een aantal gastrollen in Celebrity Deathmatch en Nash Bridges, speelde hij mee in verscheidene films zoals The Longest Yard.

## In het worstelen
- Aanval en kenmerkende bewegingen
  - Stone Cold Stunner (Sitout three–quarter facelock jawbreaker)
  - Back body drop
  - Back elbow
  - Catapult
  - Clothesline
  - High–impact delayed spinebuster
  - Lou Thesz press
  - Low blow
  - Mudhole Stomp
  - Piledriver
  - Pointed elbow drop
  - Russian legsweep
  - Stomp to the opponent's groin
  - Throat first flapjack onto the top rope
- Bijnamen
  - "Stone Cold"
  - "The Texas Rattlesnake"
  - "The Toughest S.O.B.
  - "The Bionic Redneck"
  - "The Extreme Superstar"
  - "Stunning"

## Prestaties
- Pro Wrestling Illustrated
  - PWI Feud of the Year (1998, 1999) vs. Vince McMahon
  - PWI Match of the Year (1997) vs. Bret Hart bij WrestleMania 13
  - PWI Most Hated Wrestler of the Year (2001)
  - PWI Most Popular Wrestler of the Year (1998)
  - PWI Rookie of the Year (1990)
  - PWI Wrestler of the Year (1998, 1999, 2001)
- Texas Wrestling Federation
  - TWF Tag Team Championship (1 keer met The California Stud)
- World Championship Wrestling
  - WCW United States Heavyweight Championship (2 keer)
  - WCW World Tag Team Championship (1 keer met Brian Pillman)
  - WCW World Television Championship (2 keer)

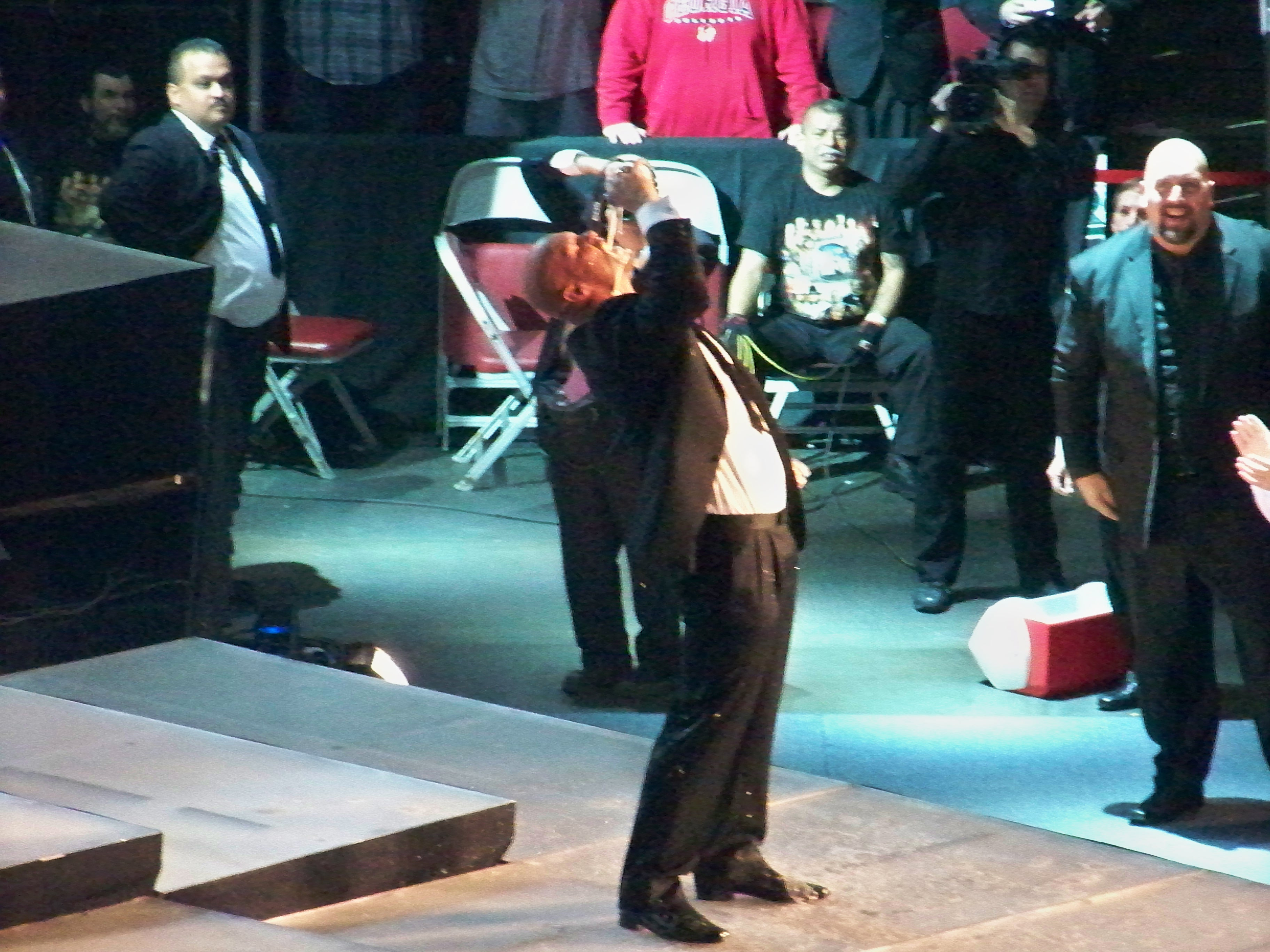
Stone Cold met bier tijdens de WWE Hall of Fame van 2009

- World Wrestling Federation / World Wrestling Entertainment
  - WWF/WWE Championship (6 keer)
  - WWF/WWE Intercontinental Championship (2 keer)
  - WWF Tag Team Championship (4 keer; 1x met Shawn Michaels, 1x met Dude Love, 1x met The Undertaker en 1x met Triple H)
  - King of the Ring (1996)
  - Royal Rumble (1997, 1998, 2001)
  - Million Dollar Championship (1 keer)
  - Slammy Award
    - "Freedom of Speech" (1997)

  - Triple Crown Championship (5de)
  - WWE Hall of Fame (Class of 2009)
- Wrestling Observer Newsletter awards
  - 5 Star Match (1992) met Rick Rude, Arn Anderson, Bobby Eaton en Larry Zbyszko vs. Sting, Nikita Koloff, Ricky Steamboat, Barry Windham en Dustin Rhodes in een WarGames match op WrestleWar
  - 5 Star Match (1997) vs. Bret Hart in een Submission match at WrestleMania 13
  - Best Box Office Draw (1998, 1999)
  - Best Gimmick (1997, 1998)
  - Best Heel (1996)
  - Best Interviews (1996–1998, 2001)
  - Best Non-Wrestler (2003)
  - Feud of the Year (1997) vs. The Hart Foundation
  - Feud of the Year (1998, 1999) vs. Vince McMahon
  - Match of the Year (1997) vs. Bret Hart in a Submission match at WrestleMania 13
  - Most Charismatic (1997, 1998)
  - Rookie of the Year (1990)
  - Tag Team of the Year (1993) met Brian Pillman als de Hollywood Blonds
  - Wrestler of the Year (1998)

## Top-10 hoogst gequoteerde wedstrijden
Hieronder volgt een lijst op basis van beoordelingen van wedstrijden van "Stone Cold" Steve Austin  door journalist Dave Meltzer van Wrestling Observer Newsletter (WON), het hoogst aangeschreven tijdschrift over professioneel worstelen ter wereld. "Stone Cold" Steve Austin heeft 66 keer een beoordeling gekregen van WON; onderstaand werden de tien hoogst gequoteerde opgelijst:
| Evenement                       | Datum            | Kampioenschap (optioneel)       | Wedstrijd | Winnaar                                                  | Beoordeling door WON |
| ------------------------------- | ---------------- | ------------------------------- | --- | -------------------------------------------------------- | -------------------- |
| WrestleMania 13                 | 23 maart 1997    | n.v.t.                          | "Stone Cold" Steve Austin vs. Bret Hart | Bret Hart                                                | *****                |
| WCW WrestleWar 1992             | 17 mei 1992      | n.v.t.                          | The Dangerous Alliance ("Stunning" Steve Austin, Arn Anderson, Larry Zbyszko, Rick Rude & "Beautiful" Bobby Eaton) vs. Sting's Squadron (Sting, Barry Windham, Nikita Koloff, Dustin Runnels & Ricky Steamboat) | Sting's Squadron                                         | *****                |
| WWF No Way Out 2001             | 25 februari 2001 | n.v.t.                          | "Stone Cold" Steve Austin vs. Triple H | Triple H                                                 | **** ¾               |
| WWF RAW is WAR (aflevering 417) | 21 mei 2001      | WWF World Tag Team Championship | The Two-Man Power Trip (Triple H & "Stone Cold" Steve Austin) (c) vs. Chris Benoit & Chris Jericho | Chris Benoit en Chris Jericho (nc)                       | **** ¾               |
| WWF Survivor Series 1996        | 17 november 1996 | n.v.t.                          | "Stone Cold" Steve Austin vs. Bret Hart | Bret Hart                                                | **** ½               |
| WWF Over the Edge 1998          | 31 mei 1998      | WWF Championship                | "Stone Cold" Steve Austin (c) vs. "Dude Love" Mick Foley | "Stone Cold" Steve Austin (c)                            | **** ½               |
| WWF Armageddon 2000             | 10 december 2000 | WWF Championship                | Kurt Angle (c) vs. Rikishi vs. The Rock vs. The Undertaker vs. Triple H vs. "Stone Cold" Steve Austin in een Hell in a Cell match                                                                               | Kurt Angle (c)                                           | **** ½               |
| WrestleMania 17                 | 1 april 2001     | WWF Championship                | The Rock (c) vs. "Stone Cold" Steve Austin | "Stone Cold" Steve Austin (nc)                           | **** ½               |
| WWF SummerSlam 2001             | 19 augustus 2001 | WWF Championship                | "Stone Cold" Steve Austin (c) vs. Kurt Angle | Kurt Angle met diskwalificatie, Austin bleef titelhouder | **** ½               |
| WWF Survivor Series 2001        | 18 november 2001 | n.v.t.                          | Team WWF (The Undertaker, Chris Jericho, Kane, Big Show & The Rock) vs. Team Alliance ("Stone Cold" Steve Austin, Kurt Angle, Booker T, Rob Van Dam & Shane McMahon)                                            | Team WWF                                                 | **** ½               |

- Top 10 op basis van beoordelingen door Wrestling Observer Newsletter wordt anno 2022 niet geüpdatet, "Stone Cold" Steve Austin beëindigde op 30 maart 2003 zijn carrière als fulltime/parttime worstelaar